# Ferdinando Pereira Leda
Ferdinando Pereira Leda, conosciuto semplicemente come Ferdinando (Grajaú, 22 aprile 1980), è un ex calciatore brasiliano, di ruolo centrocampista.

## Palmarès

### Club

#### Competizioni statali
- Campionato Tocantinense: 3

Palmas: 2001, 2003, 2004
- Campionato Baiano: 1

Vitoria:2005
- Campionato Catarinense: 1

Avaí: 2009
- Campionato Gaúcho: 1

Grêmio: 2010

#### Competizioni nazionali
- Campeonato Brasileiro Série B: 1

Portuguesa: 2011